# آتش گر گرفته
آتش گُر گرفته نقاشی منظره رنگ روغن روی بوم است که در سال ۱۸۹۱ توسط آرتور استریتن، هنرمند استرالیایی کشیده شده‌است. این نقاشی یک حادثهٔ آتش‌سوزی در بالای دهانهٔ تونل راه‌آهن گلنبروک (که به آن تونل لاپستون نیز گفته می‌شود) را در کوه‌های آبی به‌تصویر کشیده‌است. به‌طور غیرمعمول برای یک منظره، نقاشی به صورت قائم و با یک خط افق بالا است. عنوان نقاشی به تماس هشدار دهنده قبل از انفجار ماده منفجره اشاره دارد.
از این نقاشی به عنوان «بزرگترین اثر» استریتن توصیف شده‌است. همانند کار معاصر تام رابرتس، پشم‌چینی رمه‌ها (۱۸۹۰)، آتش گُر گرفته نیز بیانگر ناسیونالیسم استرالیایی است که با نشان دادن کار مردانه قوی، ثروت کشور را به تصویر می‌کشد. با این وجود، در «آتش گُر گرفته»، خود کارگران از «منظره استرالیایی‌های پخته شده» کوچک می‌شوند.
این نقاشی در سال ۱۸۹۳ توسط گالری هنر نیو ساوت ولز خریداری شد و همچنان بخشی از مجموعه آن است.